# Trent Klasna
Trent Klasna (Lantana, 9 december 1969) is een voormalig Amerikaans wielrenner.

## Overwinningen
2000
- 4e etappe Solano Bicycle Classic
- Lancaster Classic

2001
- 4e etappe en eindklassement Redlands Bicycle Classic
- Eindklassement Sea Otter Classic
- Danbury
- Amerikaans kampioen individuele tijdrit op de weg, Elite
- 6e etappe deel b Tour de Beauce

2003
- Snelling
- 5e etappe en eindklassement Nature Valley Grand Prix

2004
- Merced
- 1e etappe Sea Otter Classic